# Sogamoso
Sogamoso ist eine Gemeinde (municipio) im Departamento Boyacá in Kolumbien. Sie ist nach Tunja und Duitama die drittgrößte Stadt des Departamentos. Sogamoso ist gemeinsam mit Duitama Sitz des Bistums Duitama-Sogamoso.
Die Stadt konnte vor der Ankunft der Konquistadoren als „Rom der Chibchavölker“ gelten.

## Geographie
Sogamoso hat eine Ausdehnung von 208 km² und liegt auf 2569 m in der östlichen Kordillere der Anden. Die Stadt liegt circa 210 Kilometer nordöstlich von Bogotá und 80 Kilometer östlich von Tunja. Sogamoso hat eine Jahresdurchschnittstemperatur von 17 °C. Das Gemeindegebiet liegt auf eine Höhe zwischen 2500 und 4000 m. Die Gemeinde grenzt im Norden an Nobsa und Tópaga, im Osten an Tópaga, Monguí und Aquitania, im Süden an Aquitania, Cuítiva und Iza und im Westen an Tibasosa, Firavitoba und Iza.

## Bevölkerung
Die Gemeinde Sogamoso hat 111.336 Einwohner, von denen 98.110 im städtischen Teil (cabecera municipal) der Gemeinde leben (Stand 2019).

## Geschichte
Das Gebiet der heutigen Gemeinde Sogamoso war vor der Ankunft der Spanier vom indigenen Volk der Muisca, die zur Gruppe der Chibcha zählten, besiedelt. Die heutige Stadt geht auf eine Muisca-Siedlung zurück. Sogamoso wurde 1810 in den Status einer Villa Republicana (Republikanische Stadt) erhoben.

## Wirtschaft
Die wichtigsten Wirtschaftszweige von Sogamoso sind Handel, Industrie und Bergbau.

## Infrastruktur
Sogamoso verfügt über einen eigenen Flughafen, den Aeropuerto Alberto Lleras Camargo (IATA-Code: SOX), der auf dem Gebiet der Nachbargemeinde Firavitoba liegt. Insbesondere werden Flugverbindungen nach Yopal und Bucaramanga angeboten.

## Söhne und Töchter der Stadt
- Fabio Parra (* 1959), Radrennfahrer
- Edgar Corredor (* 1960), Radrennfahrer
- Álvaro Sierra (* 1967), Radrennfahrer
- José Jaime González (* 1968), Radrennfahrer
- Iván Parra (* 1975), Radrennfahrer
- Javier González (* 1979), Radrennfahrer
- John Martínez (* 1983), Radrennfahrer
- Ikaro Valderrama Ortiz (* 1984), Sänger, Schriftsteller, Komponist und Multiinstrumentalist
- Camilo Gómez (* 1984), Radrennfahrer
- Javier Gómez (* 1991), Radrennfahrer